# Ragout fin
Ragout fin (Frans: Ragoût fin, ragufeng) is een ragout, gewoonlijk geserveerd als voorgerecht in de klassieke Duitse, vooral Berlijnse keuken, bestaande uit wit vlees en orgaanvlees in een witte saus.

## Geschiedenis
De oorsprong ervan in Frankrijk is niet bevestigd, en het schijnt te zijn ontstaan door Hugenoten-immigranten in Berlijn. Maar dat de Hugenoten het aan het eind van de 17e eeuw naar Brandenburg-Pruisen hebben meegebracht, is niet meer dan een vage veronderstelling, want de term ragout in zijn huidige betekenis bestaat in de Franse keuken pas sinds 1665; de naam van het recept is waarschijnlijker te danken aan de auteurs van kookboeken die salpicon (dat al in 1712 werd vermeld) vertaalden als ragout fin.
Een soortgelijk gerecht is in Oost-Duitsland bekend als Würzfleisch of Harzer Würzfleisch, waarbij varkensvlees of kip wordt gebruikt in plaats van kalfsvlees.

## Recept
De hoofdmoot van ragout fin bestaat uit kalfsvlees, kalfszwezerik, kalfshersenen, tong en beenmerg, kipfilet en vis, alles gekookt in een bouillon van azijn of in blokjes gesneden en gestoofd in boter. Het tweede ingrediënt is een witte saus op basis van een lichte roux, bouillon, witte wijn, ansjovis, citroensap, room en gestoomde champignons, aangelengd met eigeel.
De blokjes en de saus worden gemengd, au bain-marie verhit en vervolgens gebakken in kopjes, grote mantel of pasteitje (bladerdeeg) met paneermeel, kaas en boter. Ragout wordt vervolgens op smaak gebracht met Worcestershiresaus en citroensap.
De huidige ragout in blik bevat meestal geen orgaanvlees, maar alleen gevogelte en kalfsvlees, of gevogelte- en kalfsvleesproducten (vleesworstjes).
Blokjes en saus worden gemengd, verhit in water en ten slotte gescalpeerd met Parmezaanse kaas en boter. Meestal wordt er wat worcestersaus aan toegevoegd.
Ragout fin is tegenwoordig vooral in blik te vinden, omdat de bereiding sterk afwijkt van het oorspronkelijke recept. Ter vervanging van kalfsvlees, orgaanvlees en vis wordt vaak kippenpuree gebruikt, verdikt met eiwit. Na de BSE-epidemie van eind jaren tachtig is het gebruik van kalfshersenen ongebruikelijk geworden, zelfs in ragout fin van hoge kwaliteit.